# Државни службеник (серија)
Државни службеник је српска криминалистичка телевизијска серија чији су творци Предраг Гага Антонијевић и Димитрије Војнов. Премијерно се приказује од 24. марта 2019. године на каналу Суперстар ТВ.
У главним улогама су Милан Марић, Небојша Дугалић и Жарко Лаушевић.

## Радња
Ово је савремена и узбудљива прича о агентима БИА-е који далеко од очију јавности свакодневно уклањају најопасније претње по Србију и воде борбу у лавиринту домаћих и иностраних интрига тј. околностима савремене геополитичке ситуације.
Јунаци су млади људи притиснути бременом огромне одговорности великим делом проистекле из широких овлашћења која њихова позиција носи.
Главни јунак је Лазар, млади агент у успону који покушава да нађе равнотежу између породичног и пословног живота. Кад се велика опасност надвије над Србију, и кад више не зна има ли на кога да се ослони, Лазар схвата да ће морати да поднесе велику жртву и да ради мимо правила како би спасао своје суграђане, своју породицу и себе.
Иако заснована на измишљеним догађајима и ликовима, серија је посвећена свима онима који су положили своје животе за очување безбедности државе, о чијој жртви се никада неће сазнати јер су били заветовани на тајност, без могућности да добију споменик или статус народног хероја иако су га заслужили.

## Улоге

### Главне
- Милан Марић као Лазар Станојевић
- Небојша Дугалић као Станоје Милојевић
- Жарко Лаушевић као Илија Поморац
- Марта Бјелица као Милица Крстић "Крле"
- Љубомир Булајић као Љуба Коларић
- Ваја Дујовић као Ана Станојевић
- Марко Божић као Милутин Станојевић Мићко (главни: сезона 1; епизодни: сезоне 2− )
- Соња Колачарић као Милица Вранеш (главни: сезона 1; епизодни: сезона 2)
- Нина Нешковић као Маја Светличић (главни: сезона 1; епизодни: сезоне 3− )
- Александар Берчек као Смиљан Вучетић (главни: сезона 2; епизодни: сезона 1)
- Ненад Јездић као Славко (главни: сезоне 2− ; епизодни: сезона 1)
- Радован Вујовић као Мирко Бакрач (главни: сезоне 2− ; епизодни: сезона 1)
- Милена Радуловић као Лидија (главни: сезоне 2− ; епизодни: сезона 1)
- Никола Ракочевић као Стефан Гвожђар (сезона 2)
- Петар Бенчина као Небојша (главни: сезона 3; епизодни: сезона 2)

### Епизодне
| Глумац                | Улога                    |
| --------------------- | ------------------------ |
| Игор Ђорђевић         | Хамед Пузовић            |
| Марко Баћовић         | Ђуровић                  |
| Даница Радуловић      | Савићка                  |
| Јасмина Вечански      | Анина мајка              |
| Јелена Ступљанин      | Луиза                    |
| Ненад Окановић        | Копчалић / Пера лопов    |
| Петар Зекавица        | Готлиб Дитрих            |
| Менсур Сафхиу         | Бајрам Богдани           |
| Милица Михајловић     | Госпођа Караџић          |
| Перо Радичић          | Посланик Ханс            |
| Небојша Илић          | Тихомир Тодоровић        |
| Горан Гргић           | Спенсер Рипли "Ајатолах" |
| Небојша Миловановић   | Рабреновић               |
| Дарко Томовић         | Караџић                  |
| Слободан Бештић       | Лазарев отац             |
| Нела Михаиловић       | Лазарева мајка           |
| Миљан Прљета          | Миличин дечко            |
| Сара Пејчић           | Валентина                |
| Сања Радишић          | Рабреновићева супруга    |
| Милош Самолов         | Слушалица                |
| Скот Александер Јанг  | Колин Френклин           |
| Матеа Милосављевић    | Шанерка                  |
| Анита Манчић          | др. Мишић                |
| Џек Димић             | рендгенолог              |
| Богдан Богдановић     | Сретен                   |
| Немања Оливерић       | чувар амбасаде 1         |
| Вујадин Милошевић     | Чувар амбасаде 2         |
| Ненад Пећинар         | Божидар Даниловић        |
| Андреј Шепетковски    | Василије Карамарковић    |
| Бојан Лазаров         | Душан Радмиловић         |
| Марјан Апостоловић    | Делегат                  |
| Тихомир Станић        | Предраг Марјановић       |
| Марко Јанкетић        | Мирко Павловић           |
| Милица Стефановић     | Бакрачева супруга        |
| Елена Трепетов Костић | Рускиња                  |
| Лука Савић            | Рус                      |
| Рифат Рифановић       | Фејсал                   |
| Ненад Савић           | Хуса                     |
| Вања Лазин            | Исламиста 1 Есад Миџић   |
| Чарни Ђерић           | Исламиста 2              |
| Иван Ђорђевић         | Веселин Бајовић          |
| Мохамед Бенмозах      | Ел Картуми               |
| Петар Ћирица          | газда Халал експреса     |
| Марија Опсеница       | монахиња у Грачаници     |
| Милош Лазић           | Милојевићев телохранитељ |
| Драган Секулић        | Борис                    |
| Милена Николић        | златарка                 |
| Бранислав Видаковић   | затворски лекар          |
| Миодраг Ракочевић     | управник затвора         |
| Јанко Цекић           | затворски стражар 1      |
| Горан Поповић         | затворски стражар 2      |
| Владимир Гвојић       | анархиста                |
| Алекса Раичевић       | скинхед                  |
| Рамо Дудај            | ром 1                    |
| Емран Тачи            | ром 2                    |
| Драган Ђорђевић       | кувар Халал експреса     |
| Небојша Ђорђевић      | чувар странке            |
| Данило Лончаревић     | Киза                     |
| Дејан Карлечик        | Бобан                    |
| Невен Бујић           | Момчило                  |
| Кристина Томић        | волонтерка 1             |
| Мето Јовановски       | Бизнисмен                |
| Мирјана Требињац      | продавачица у књижари    |
| Мирко Пантелић        | печењар                  |
| Маја Илић             | продавачица веша         |
| Миа Карић             | Љубица Караџић           |
| Даниел Сич            | лекар                    |
| Марко Павловић        | сувозач пуцач            |
| Ђорђе Галић           | возач мотора             |
| Андрија Ковач         | Копчалићев момак 1       |
| Мухамед Насиа         | Сиријац                  |
| Андреа Форца          | Тихомирова супруга       |
| Катарина Орландић     | Сиријчева супруга        |
| Даниел Катона         | Мигрант 1                |
| Урош Урошевић         | косовски полицајац Србин |
| Мирко Марковић        | Булат - делегат 2        |
| Биљана Малетић        | Славкова супруга         |
| Драган Марић          | Смиљанов унук 1          |
| Огњен Марић           | Смиљанов унук 2          |
| Марко Вучковић        | Славков човек 2          |
| Лука Пиљанић          | таксиста                 |
| Тома Трифуновић       | јувелир                  |
| Маја Јовановић        | волонтерка 2             |
| Тамара Налбадаин      | детенце                  |
| Немања Живковић       | Богданијев возач џипа    |

## Епизоде
| Сезона | Сезона | Епизоде | Епизоде | Оригинално емитовање | Оригинално емитовање |
| Сезона | Сезона | Епизоде | Епизоде | Премијера            | Финале               |
| ------ | ------ | ------- | ------- | -------------------- | -------------------- |
|        | 1.     | 12      | 12      | 24. март 2019.       | 14. јун 2019.        |
|        | 2.     | 12      | 12      | 10. октобар 2020.    | 15. новембар 2020.   |
|        | 3.     | 12      | 12      | 23. април 2022.      | 29. мај 2022.        |
|        | 4.     | 12      | 12      | 2025.                | 2025.                |